# 谢萨 (坎塔布里亚)
谢萨（西班牙語：Cieza），是西班牙坎塔布里亚的一个市镇。总面积44平方公里，总人口539人（2018年），人口密度12人/平方公里。